# Sophie de Turckheim
Sophie de Turckheim (22 de junio de 1981) es una deportista francesa que compitió en vela en la clase Laser Radial.
Ganó dos medallas de plata en el Campeonato Mundial de Laser Radial, en los años 2005 y 2009, y una medalla de plata en el Campeonato Europeo de Laser Radial de 2008.

## Palmarés internacional
| \| Campeonato Mundial \| Campeonato Mundial \| Campeonato Mundial \| Campeonato Mundial \| \| Año \| Lugar \| Medalla \| Clase \| \| ------------------ \| -------------------- \| ------------------ \| ------------------ \| \| 2005 \| Fortaleza (Brasil) \| Medalla de plata \| Laser Radial \| \| 2009 \| Karatsu (Japón) \| Medalla de plata \| Laser Radial \| \| Campeonato Europeo \| \| \| \| \| Año \| Lugar \| Medalla \| Clase \| \| 2008 \| Nieuwpoort (Bélgica) \| Medalla de plata \| Laser Radial \| |                      |                  |              |
| Campeonato Mundial |                      |                  |              |
| Año | Lugar                | Medalla          | Clase        |
| 2005 | Fortaleza (Brasil)   | Medalla de plata | Laser Radial |
| 2009 | Karatsu (Japón)      | Medalla de plata | Laser Radial |
| Campeonato Europeo |                      |                  |              |
| Año | Lugar                | Medalla          | Clase        |
| 2008 | Nieuwpoort (Bélgica) | Medalla de plata | Laser Radial |